# Stockholms nation

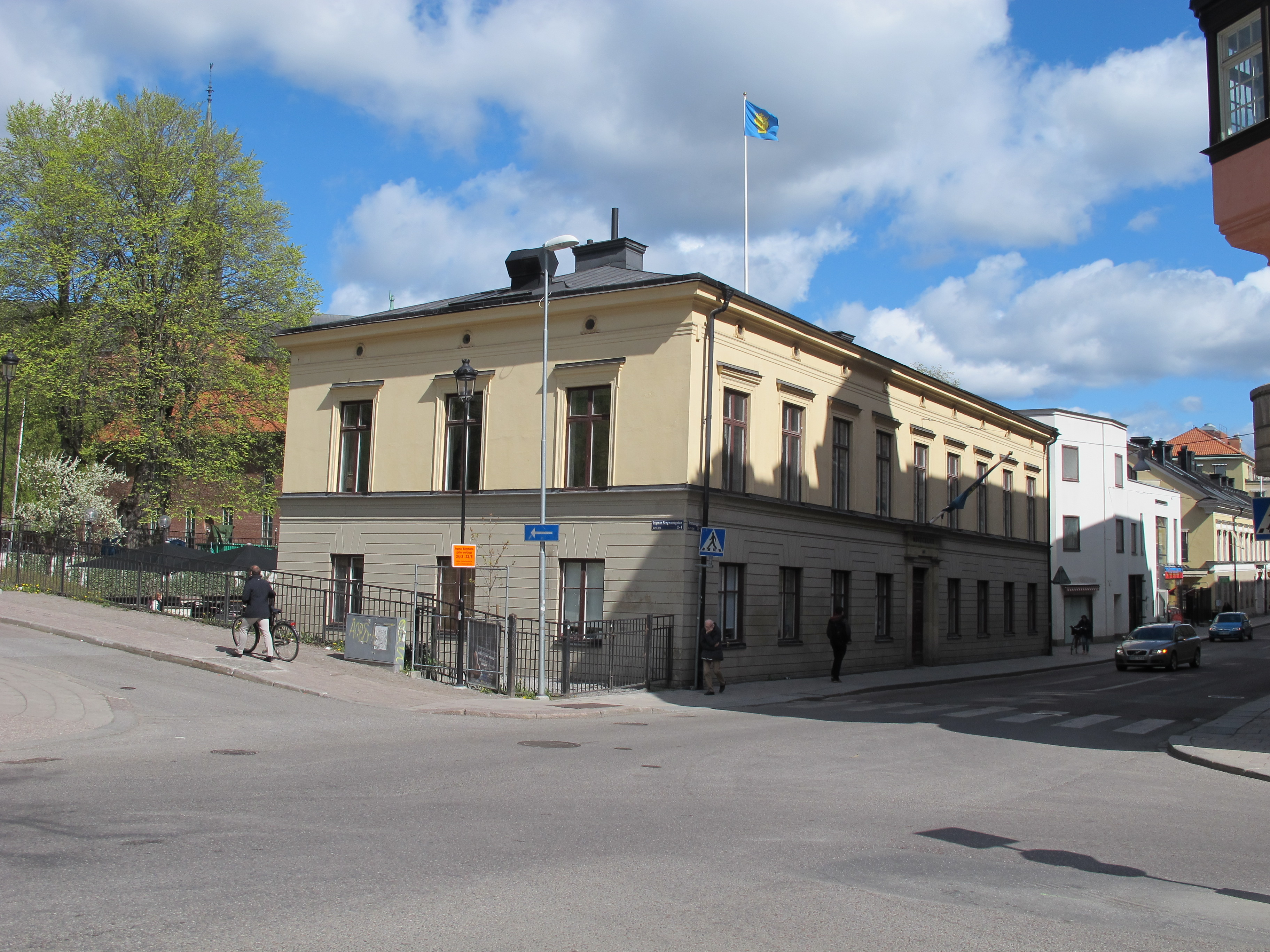
Sede di Stockholms nation

Stockholms nation, colloquialmente abbreviato in Stocken, è una nation dell'Università di Uppsala. Fondata probabilmente intorno al 1649, raccoglieva originariamente gli studenti originari della Contea di Stoccolma, oppure che abbiano superato lo stuendtexamen o abbiano studiato presso una scuola superiore a Stoccolma, o i cui genitori siano stati membri della nation.
La nation non ha affiliazioni politiche né religiose e al 2018 accoglie oltre 6 500 membri provenienti da tutte le facoltà dell'Università. La sede (nationhus) si trova all'incrocio tra Drottninggatan e Ingmar Bergmansgatan, e il motto è primus inter pares, in riferimento al fatto che Stockholms figurava per prima nell'ordine in cui le nation erano elencate originariamente dall'arcidiocesi.

## Storia

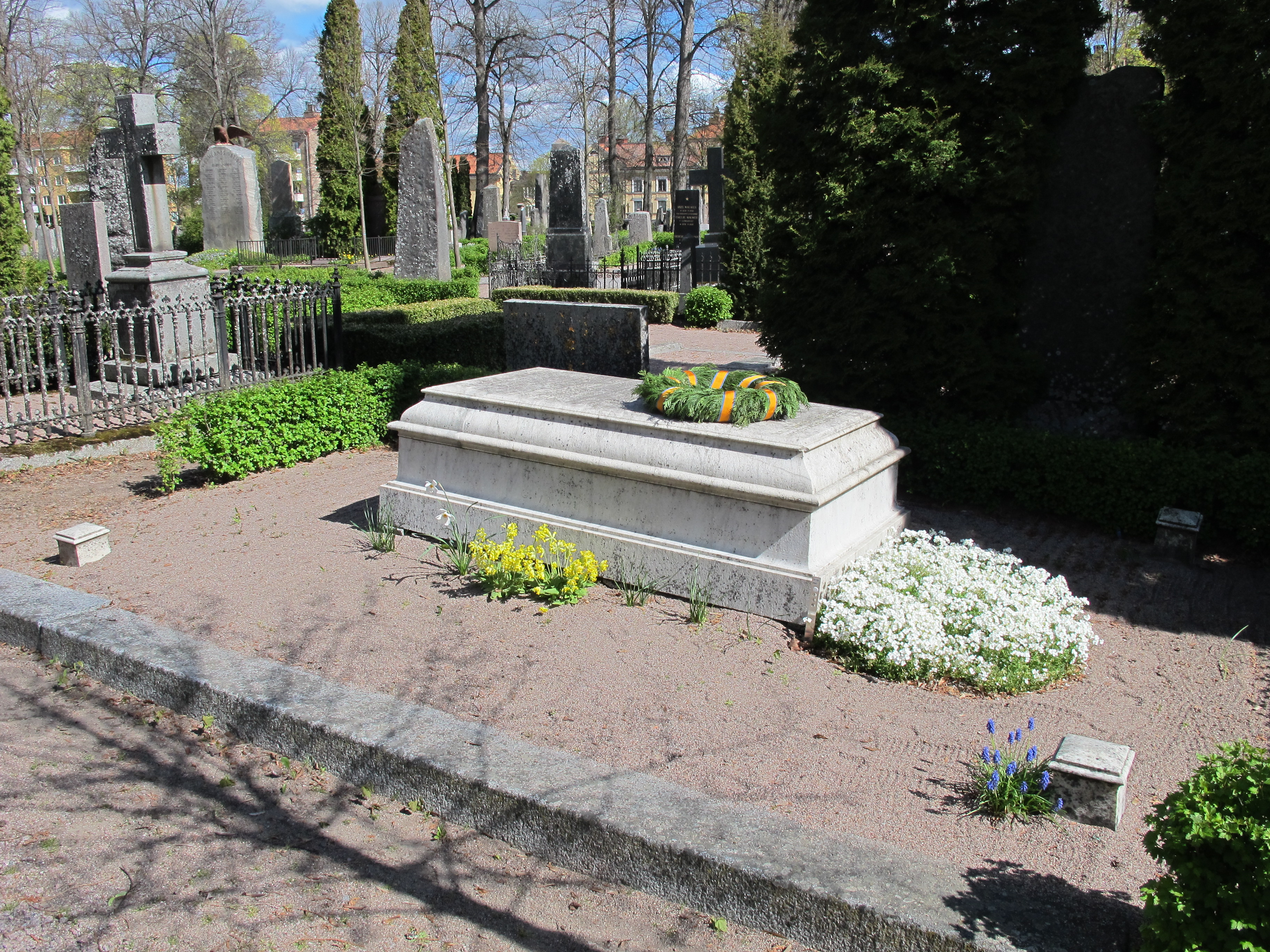
Lapide della nation presso il cimitero vecchio di Uppsala

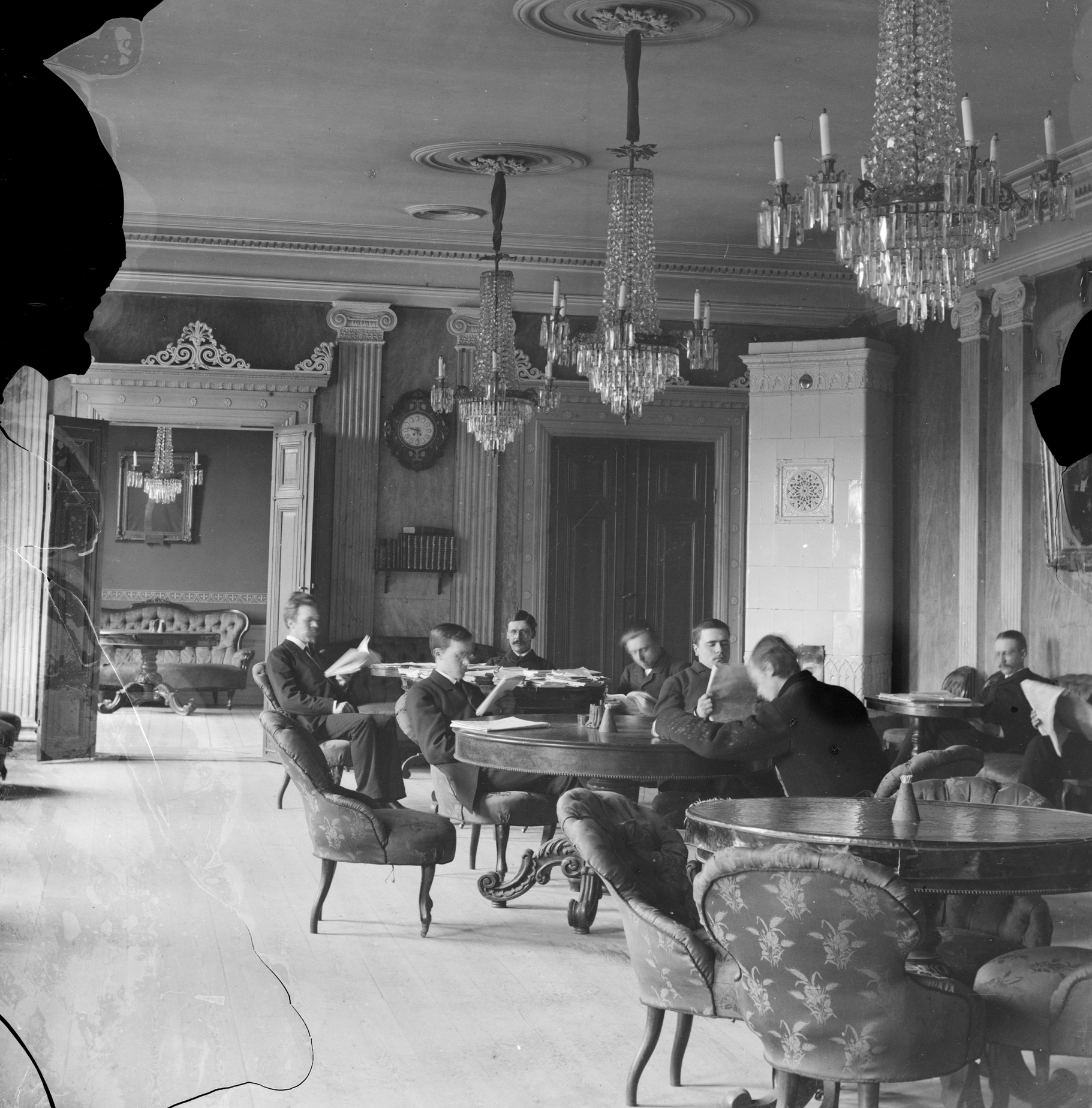
Landskapssalen nel 1885

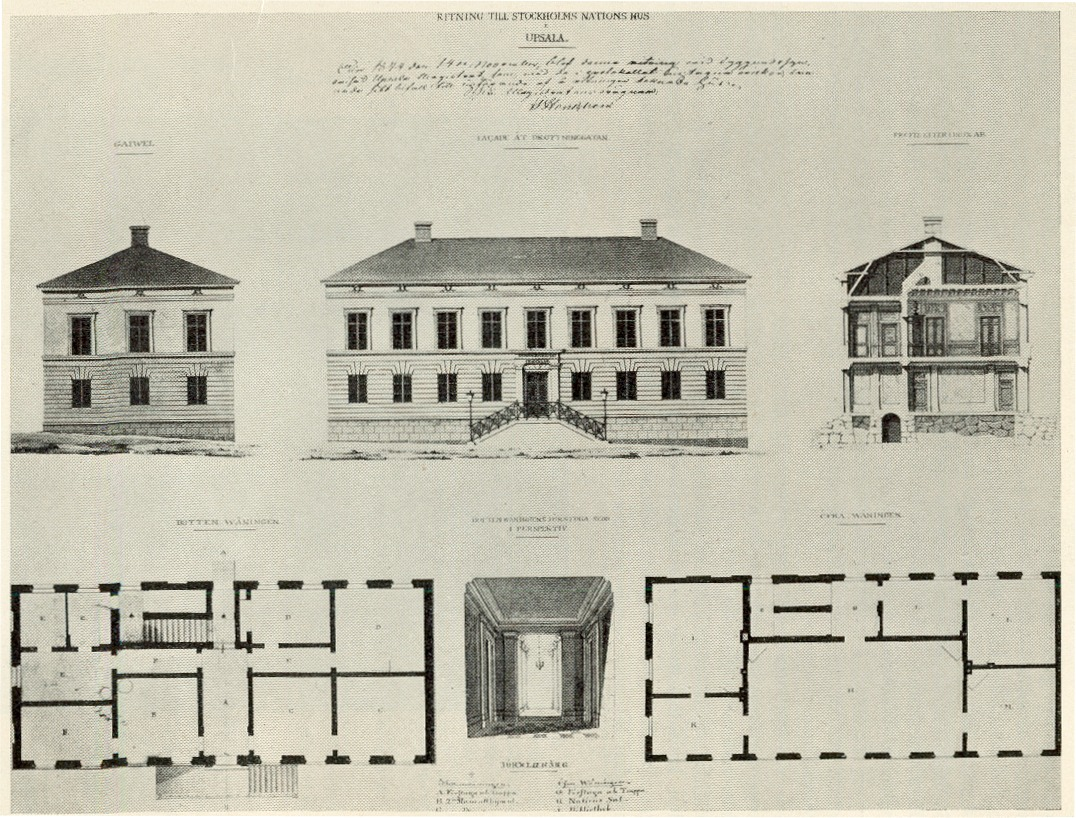
Uno dei disegni di Åbom che compongono il progetto dell'edificio principale

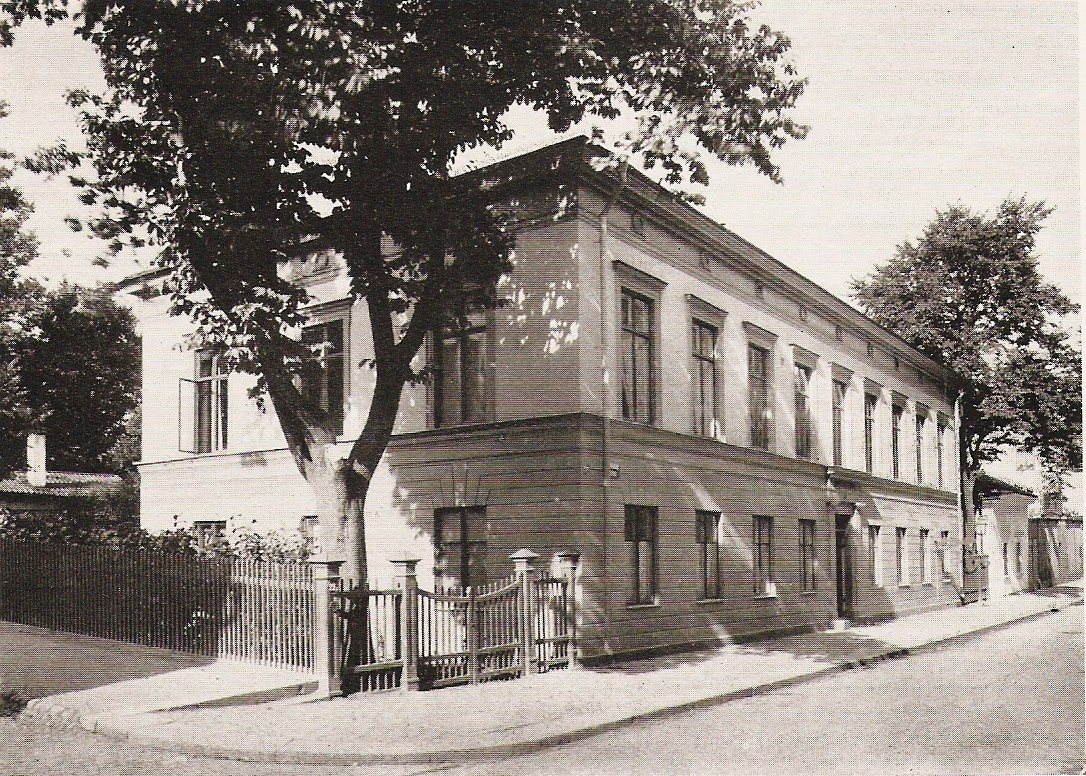
Nationshus agli inizi del XX secolo, vista da Drottninggatan

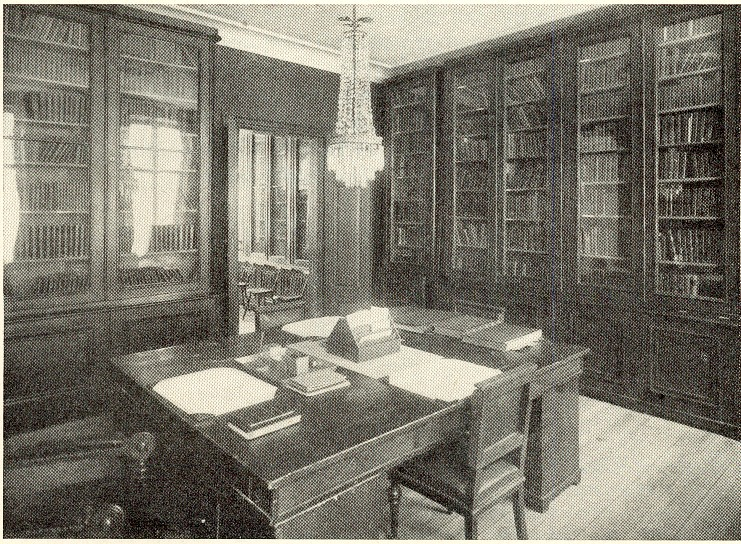
Biblioteca della nation agli inizi del XX secolo

La nation venne fondata probabilmente intorno al 1649, e a quell'anno risale il più antico registro dei suoi membri, di cui rimane solo una copia (il vinculum stockholmense) in quanto il registro originale andò perduto nell'incendio di Uppsala del 1702. Nei verbali del concistoro del 21 maggio 1656 una frase testimonia l'esistenza della nation almeno al 1653.
Durante i primi due secoli di storia la nation non aveva un proprio edificio. I documenti erano custoditi presso l'abitazione dell'inspektor, che ospitava anche le riunioni. Fino agli inizi del XX secolo la nation fu principalmente un club maschile dal carattere elitista.
Il 2 marzo 1825 venne decisa la costruzione di una propria sede per la nation (nationhus), e nel 1829 la nation acquistò dall'Università un lotto, per la somma di 1 000 corone. Fortuitamente, il lotto era noto come S:t Erik, la cui effigie compare nello stemma della città di Stoccolma e della stessa nation, ed era originariamente destinato ad ospitare il Carolina Rediviva, che venne invece costruito in prossimità del castello di Uppsala. Diverse proposte furono valutate per il progetto, e nel 1845 venne scelta quella di Johan Fredrik Åbom. La costruzione venne aggiudicata da Per Johan Pettersson per un costo di 17 500 corone. Diverse variazioni vennero eseguite in corso d'opera, e la scala monumentale all'ingresso in Drottninggatan inizialmente prevista dal progetto non venne costruita, per ordine del comune. A causa di costi aggiuntivi la nation dovette prendere in prestito 5 000 corone in aggiunta al prezzo d'asta. L'edificio venne inaugurato il 3 giugno 1848 dall'inspektor, il professore Johan Henrik Schröder.
L'edificio presentò presto problemi, e nel 1851 comparvero delle lesioni nella struttura. La parte ovest era costruita su un esker e la parte est su uno strato d'argilla, che cedendo nel corso degli anni causò problemi alla stabilità dell'edificio. Nel 1855 vennero eseguiti lavori di restauro, che inclusero l'aggiunta di una doppia scala affacciata sul giardino, e l'estensione della sala vecchia (gamla salen). Un secondo restauro venne eseguito nel 1904, senza tuttavia apportare particolari modifiche. Venne installata la linea telefonica e una stanza venne adibita a studio del curatore. Negli anni 1910 venne aggiunta l'illuminazione elettrica e il pavimento della sala principale, landskapassalen, venne sostituito. Alcuni pilastri nella sala vecchia vennero spostati per fare spazio a un dipinto, Stockholms Slott, donato alla nation da Eugenio di Svezia nel 1904.
Il numero di iscritti alla nation diminuì a seguito della nascita dell'Università di Stoccolma, e raggiunse un minimo storico negli anni 1930. Nel 1935 i danni strutturali all'edificio divennero seri, al punto che venne proposta la costruzione di una nuova sede. La proposta era tuttavia troppo costosa, e venne invece deciso di optare per una ristrutturazione dell'edificio esistente, raccogliendo fondi allo scopo. Venne suggerito un radicale restauro per celebrare il tricentenario della fondazione nel 1949, tuttavia non vi fu sufficiente tempo e per l'occasione venne solo eseguita una ristrutturazione minore e una nuova tinteggiatura.
All'inizio degli anni 1960 l'edificio principale divenne insufficiente, a causa del notevole aumento del numero dei membri, che erano raddoppiati passando da 300 a 600 nel corso degli ultimi 20 anni, e a causa dell'aggravarsi dei problemi strutturali. Diverse proposte di espansione vennero presentate, e tutte implicavano cambiamenti minori nell'edificio preesistente e la costruzione di una nuova ala verso il giardino. Nel 1961 il progetto venne commissionato a Peter Celsing, e nel 1966 la nation acquistò allo scopo parte del Gamla Stadshotellets. I lavori vennero resi possibili grazie al grande numero di donazioni ricevute nel corso degli anni 1960, e l'edificio venne re-inaugurato nel gennaio 1969.
Tuttavia il numero di membri della nation diminuì più del previsto, influenzando negativamente gli introiti e impedendo il finanziamento dei lavori di restauro. Per sopperire alla carenza di denaro, l'edificio venne dato in affitto. Negli anni 1980 il miglioramento della situazione economica permise di terminare tale contratto e riprendere l'uso dell'edificio per le attività della nation. La pendenza dell'edificio era diventata significativa, con 90 cm di dislivello tra i due estremi, e il grande flusso di studenti causò un incremento dell'usura degli interni. Riparazioni minori vennero praticate amatorialmente nel corso degli anni, ma verso la fine degli anni 1980 la condizione dell'edificio era di nuovo seria. Una raccolta fondi senza precedenti consentì il finanziamento di una nuova ristrutturazione nel 1992. Nell'estate del 2001 l'edificio venne danneggiato da un allagamento, seguito da un nuovo restauro. Nel landskapssal vennero restaurate le decorazioni originali del 1885, e nella biblioteca vennero rinnovati gli scaffali, riproducendo gli originali del XIX secolo sulla base di una fotografia d'epoca.
Nel 2018 venne avviata la costruzione di un seminterrato nell'ala nuova dell'edificio, creando spazio per una nuova cucina e per estendere la caffetteria e il ristorante, e i nuovi spazi vennero inaugurati nell'ottobre 2019.

## Attività
Come tutte le nation, Stockholms ha una propria biblioteca, caffetteria, pub e ristorante, organizza eventi formali quali gasque e Vårbal, e dispone di alloggi offerti in affitto ai propri membri (al 2020, 178 stanze in corridoi e 24 appartamenti) situati in Studentvägen. In occasione di Valborg e della sua vigilia (kvalborg), la nation organizza un festival di due giorni noto come Stocken Garden. La nation ha anche una lunga storia di spex, con molte produzioni teatrali originali nel corso del XIX e XX secolo.
Il personale della nation è composto per la maggior parte da studenti retribuiti part-time, mentre i curatori e l'amministrazione sono un gruppo di cinque studenti che prendono un anno sabbatico per amministrare la nation a tempo pieno.